# Anglo-Persischer Vertrag (1801)
Der Anglo-Persische Vertrag von 1801 war ein militärischer Beistandspakt zwischen Großbritannien und Persien. Dieser Vertrag stellte die erste Allianz zwischen Persien und einem europäischen Staat dar.

## Vertragsinhalt
Nach intensiven Verhandlungen zwischen dem britischen Gesandten Captain John Malcolm und dem persischen Premierminister Hadschi Ibrahim der Vertrag als militärischer Beistandspakt zwischen England und Persien geschlossen. Die Initiative zu diesem Vertrag ging von Großbritannien aus. Um den Verhandlungserfolg zu sichern, übergab Malcolm luxuriöse Geschenke und zahlte Bestechungsgelder an die persische Seite. Ratifiziert wurde der Vertrag von persischer Seite durch ein Dekret von Fath Ali Schah.
Für Großbritannien ging es um eine Sicherung der Westgrenze Indiens gegen eine mögliche französische und afghanische Bedrohung. Zaman Mirza Shah Durrani machte den Versuch, die Herrschaft über Indien zu erringen, was ihm aber nicht gelang und zu einem Konflikt mit den Briten führte. Napoleon plante nach seinem 1798 begonnenen Feldzug nach Ägypten eine Invasion in Indien. Russische Kosaken sollten über Buchara in das Industal marschieren, während französische Truppen entlang der Donau, über das Schwarze und dann das Kaspische Meer nach Persien und weiter nach Indien marschieren sollten, um sich dort mit den Kosaken zu vereinigen.
Der Vertrag sicherte Persien die britische Unterstützung gegen Frankreich sowie eine Verbesserung der Handelsbeziehungen zwischen Persien und Großbritannien. Im Gegenzug sagte Persien einen Angriff auf Afghanistan zu, wenn die Afghanen in Indien einmarschieren sollten. Ferner vereinbarten Persien und Großbritannien die Unterbindung jeglicher französischer Militärstützpunkte in Persien. So lautete Artikel 5 des Vertrages:

„Sollte es vorkommen, dass eine Armee der französischen Nation den Versuch unternimmt, auf Inseln oder Küstenstreifen Persiens einen Stützpunkt zu errichten, soll ein gemeinsames Truppenkontingent der beiden Vertragsparteien diesen Stützpunkt zerstören. ... Wenn irgendein französischer Bürger von Bedeutung den Wunsch äußert, eine Residenz oder ein anderes Wohnhaus auf einem der Inseln oder Küstenstreifen Persiens zu erwerben oder zu errichten, ...  soll dieses Ansinnen von der persischen Regierung abgelehnt werden.1801“

## Politische Folgen
Bereits 1802 verloren die Briten das Interesse an der Vereinbarung, da sich die Bedrohung Indiens durch Afghanistan nach dem Sturz von Zaman Mirza Shah Durrani verringert hatte und auch Frankreichs Pläne eines Einmarsches in Indien durch den Frieden von Amiens weniger konkret wurden. Für die persische Seite gewann der Vertrag aber plötzlich dadurch an Bedeutung, dass mit einem russischen Angriff 1804 der dritte russisch-persischen Krieg ausgelöst wurde. Fath Ali Schah suchte um die zugesagte britische Unterstützung nach. Diese blieb jedoch aus, da nach britischer Sichtweise die Beistandsverpflichtung nur gegen einen französischen Angriff und nicht gegen einen russischen Angriff richtete.
Als Folge der ausbleibenden britischen Militärhilfe kam es zu einer politischen Annäherung Persiens an Frankreich, die 1807 in dem Vertrag von Finckenstein besiegelt wurde.